# European Pride Organisers Association
A European Pride Organisers Association (EPOA) é uma rede de organizações européias que se dedicam à organização de eventos do orgulho lésbico, gay, bissexual e transgénero.
A EPOA foi fundada em Londres e formalizada como associação sem fins lucrativos em Berlim em 2002.

## EuroPride
A EPOA é a detentora dos direitos do evento EuroPride e a escolha da cidade que realiza o evento é feita na conferência anual da associação.

## Ligações Externas
- www.europride.info